# Upphovsrättens historia

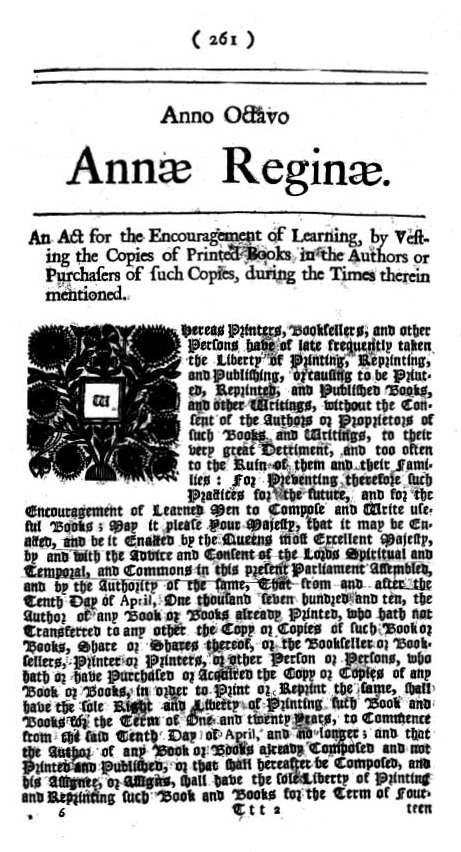
Den första upphovsrättslagstiftningen var brittiska Statute of Anne, vilken började gälla 1710.

Upphovsrättens historia kan sägas börja med de privilegier och monopol som beviljades boktryckare. Den brittiska upphovsrättslagen 1709 (den började gälla året därpå) var den första upphovsrättslagen.
Den fullständiga titeln för 1709 års brittiska lag var An Act for the Encouragement of Learning, by vesting the Copies of Printed Books in the Authors or purchasers of such Copies, during the Times therein mentioned. Detta kan ungefär översättas till "En lag för att uppmuntra Lärande genom att tillskriva Kopior av Tryckta Böcker till deras Författare eller köpare av sådana Kopior, under den tid vilka däri beskrivs".
Inledningsvis gällde bara lagen själva mångfaldigandet av böckerna, men med tiden kom lagen att tillämpas även för översättningar och bearbetningar. Numer är upphovsrättslagstiftningen mycket bred och omfattar många olika typer av verk, till exempel kartor, dramatik, målningar, fotografier, ljudinspelningar, filmer och datorprogram.